# Elecciones legislativas de Argentina de 1862
Las elecciones legislativas de Argentina de 1862 se realizaron el 12, 13 y 14 de abril del mencionado año para renovar la totalidad de la Cámara de Diputados, cámara baja del Congreso de la Nación Argentina. Córdoba tuvo elecciones desfasadas el 25, 26 y 27 de abril, y Salta el 22, 23 y 24 de abril. Las elecciones en La Rioja se realizaron en 1864. Fueron las primeras elecciones después de la disolución del Congreso el 12 de diciembre de 1861 y la unificación del Estado de Buenos Aires y la Confederación Argentina luego de la Batalla de Pavón.

## Bancas a elegir
| Provincia           | Bancas | A elegir |
| ------------------- | ------ | -------- |
| Buenos Aires        | 12     | 12       |
| Catamarca           | 3      | 3        |
| Córdoba             | 6      | 6        |
| Corrientes          | 4      | 4        |
| Entre Ríos          | 2      | 2        |
| Jujuy               | 2      | 2        |
| La Rioja            | 2      | —        |
| Mendoza             | 3      | 3        |
| Salta               | 3      | 3        |
| San Juan            | 2      | 2        |
| San Luis            | 2      | 2        |
| Santa Fe            | 2      | 2        |
| Santiago del Estero | 4      | 4        |
| Tucumán             | 3      | 3        |
| Total               | 50     | 48       |

## Resultados por provincia

### Diputados titulares
| Provincia           | Candidato                     | Votos     | Mandato   |
| ------------------- | ----------------------------- | --------- | --------- |
| Buenos Aires        | Pastor Obligado               | Sin datos | 1862-1866 |
| Buenos Aires        | José Mármol                   | Sin datos | 1862-1866 |
| Buenos Aires        | Adolfo Alsina                 | Sin datos | 1862-1866 |
| Buenos Aires        | Antonio Cruz Obligado         | Sin datos | 1862-1866 |
| Buenos Aires        | Juan Agustín García           | Sin datos | 1862-1866 |
| Buenos Aires        | José María Cantilo            | Sin datos | 1862-1866 |
| Buenos Aires        | Manuel Quintana               | Sin datos | 1862-1864 |
| Buenos Aires        | Manuel Augusto Montes de Oca  | Sin datos | 1862-1864 |
| Buenos Aires        | Nicanor Albarellos            | Sin datos | 1862-1864 |
| Buenos Aires        | José María Gutiérrez          | Sin datos | 1862-1864 |
| Buenos Aires        | Francisco de Elizalde         | Sin datos | 1862-1864 |
| Buenos Aires        | Emilio Castro                 | Sin datos | 1862-1864 |
| Catamarca           | Pedro Agote                   | 3.402     | 1862-1866 |
| Catamarca           | Norberto Rodríguez            | 2.086     | 1862-1864 |
| Catamarca           | Dermidio Ocampo               | 1.789     | 1862-1866 |
| Catamarca           | Ramón Rosa Correa             | 1.466     |           |
| Catamarca           | Agustín Augier                | 1.434     |           |
| Catamarca           | Adolfo Cano                   | 770       |           |
| Catamarca           | Javier Paz                    | 156       |           |
| Catamarca           | Francisco Vega                | 156       |           |
| Catamarca           | Marcelino Augier              | 126       |           |
| Catamarca           | Juan Cruz Ocampo              | 116       |           |
| Catamarca           | Moisés Omill                  | 74        |           |
| Catamarca           | Luis Lobo                     | 34        |           |
| Catamarca           | Pío Valdez                    | 1         |           |
| Catamarca           | Pedro Cubas                   | 1         |           |
| Catamarca           | Vidal Caravajal               | 1         |           |
| Córdoba             | Antonio del Viso              | Sin datos | —         |
| Córdoba             | Fenelón Zuviría               | Sin datos | —         |
| Córdoba             | Francisco de Paula Moreno     | Sin datos | —         |
| Córdoba             | Luis Vélez                    | Sin datos | —         |
| Córdoba             | Tomás Garzón                  | Sin datos | —         |
| Córdoba             | Laureano A. Pizarro           | Sin datos | —         |
| Corrientes          | José María Cabral             | Sin datos | 1862-1866 |
| Corrientes          | Juan Eusebio Torrent          | Sin datos | 1862-1866 |
| Corrientes          | Vacante                       | Sin datos | 1862-1864 |
| Corrientes          | Vacante                       | Sin datos | 1862-1864 |
| Entre Ríos          | Martín Ruiz Moreno            | Sin datos | 1862-1866 |
| Entre Ríos          | Fermín del Río                | Sin datos | 1862-1864 |
| Jujuy               | Macedonio Graz                | 1.646     | 1862-1864 |
| Jujuy               | Manuel Padilla                | 1.476     | 1862-1866 |
| Jujuy               | Tomás Alvarado                | 155       |           |
| Jujuy               | José de la Quintana           | 43        |           |
| Jujuy               | Ignacio Carrillo              | 7         |           |
| Jujuy               | Serapio Quintana              | 6         |           |
| Jujuy               | Plácido Sánchez de Bustamante | 4         |           |
| Jujuy               | Antonio Quintana              | 2         |           |
| Jujuy               | Escolástico Lozada            | 1         |           |
| Jujuy               | Rufino V. Valle               | 1         |           |
| Jujuy               | Mariano Iriarte               | 1         |           |
| Jujuy               | Savino Pérez                  | 1         |           |
| Jujuy               | Ángel Portal                  | 1         |           |
| Jujuy               | Mariano Carrillo              | 1         |           |
| Jujuy               | Delfín Sánchez                | 1         |           |
| Jujuy               | Soriano Alvarado              | 1         |           |
| Jujuy               | Miguel Iturbe                 | 1         |           |
| Jujuy               | Alejo Belaunde                | 1         |           |
| Jujuy               | José Obejero                  | 1         |           |
| Jujuy               | Juan Bustamante               | 1         |           |
| Jujuy               | José Manuel Iturbe            | 1         |           |
| Jujuy               | Ramón Alvarado                | 1         |           |
| Jujuy               | Juan Ignacio Portal           | 1         |           |
| Jujuy               | José Benito Barrera           | 1         |           |
| Mendoza             | Arístides Villanueva          | Sin datos | 1862-1866 |
| Mendoza             | Francisco Civit               | Sin datos | 1862-1866 |
| Mendoza             | Eusebio Blanco                | Sin datos | 1862-1864 |
| Salta               | José Evaristo Uriburu         | 3.125     | 1862-1864 |
| Salta               | Cleto Aguirre                 | 3.122     | 1862-1864 |
| Salta               | Joaquín Díaz de Bedoya        | 3.121     | 1862-1866 |
| Salta               | Genaro Feijoó                 | 3         |           |
| Salta               | Benjamín Zorrilla             | 2         |           |
| Salta               | Isidro López                  | 2         |           |
| San Juan            | Régulo Martínez               | 662       | 1862-1866 |
| San Juan            | Tadeo Rojo                    | 453       | 1862-1864 |
| San Juan            | Guillermo Rawson              | 213       |           |
| San Juan            | Ruperto Godoy                 | 1         |           |
| San Juan            | Domingo de Oro                | 1         |           |
| San Juan            | Isidro Quiroga                | 1         |           |
| San Juan            | Abel Quiroga                  | 1         |           |
| San Luis            | Buenaventura Sarmiento        | 811       | 1862-1864 |
| San Luis            | José de Paula Ortiz           | 731       | 1862-1864 |
| Santa Fe            | Nicasio Oroño                 | Sin datos | 1862-1866 |
| Santa Fe            | Joaquín Granel                | Sin datos | 1862-1866 |
| Santiago del Estero | Absalón Ibarra                | Sin datos | 1862-1866 |
| Santiago del Estero | Luciano Gorostiaga            | Sin datos | 1862-1866 |
| Santiago del Estero | Fenelón Lezama                | Sin datos | 1862-1864 |
| Santiago del Estero | José Benjamín Gorostiaga      | Sin datos | 1862-1864 |
| Tucumán             | Manuel Zavaleta               | Sin datos | 1862-1866 |
| Tucumán             | Próspero García               | Sin datos | 1862-1866 |
| Tucumán             | Ángel C. Padilla              | Sin datos | 1862-1864 |

1. ↑  No asumió, lo reemplaza Marcelino Augier en una elección especial el 6, 7 y 8 de marzo de 1863.
2. 1 2 3 4 5 6  Elección anulada por la Cámara de Diputados. Se realiza una nueva elección el 27, 28 y 29 de julio de 1862.
3. ↑  Renunció el 20 de julio de 1863, no fue reemplazado.
4. ↑  No asumió, lo reemplaza José de la Quintana en una elección especial en 1863.
5. ↑  Renunció el 8 de febrero de 1865, no fue reemplazado.
6. ↑  Renunció el 9 de octubre de 1863, lo reemplaza Alejandro S. Montes en 1864.
7. ↑  Renunció el 1 de octubre de 1863, lo reemplaza Nabor Córdoba en 1864.

### Diputados suplentes
| Provincia           | Candidato                     | Votos     |
| ------------------- | ----------------------------- | --------- |
| Buenos Aires        | Sin datos                     | Sin datos |
| Catamarca           | Ramón Rosa Correa             | 2.367     |
| Catamarca           | Crisanto Agote                | 1.867     |
| Catamarca           | Ermilio Molas                 | 1.459     |
| Catamarca           | Pío Valdez                    | 1.017     |
| Catamarca           | Dermidio Ocampo               | 407       |
| Catamarca           | Anastacio Zisneros            | 156       |
| Catamarca           | Pedro Cano                    | 36        |
| Catamarca           | Luis Cano                     | 35        |
| Catamarca           | Luis Lobo                     | 29        |
| Catamarca           | Ramón Recalde                 | 5         |
| Catamarca           | Máximo Cubas                  | 4         |
| Catamarca           | Pacífico Salas                | 3         |
| Catamarca           | Francisco Avellaneda          | 2         |
| Catamarca           | Delfín Agote                  | 2         |
| Catamarca           | Pedro Agote                   | 2         |
| Córdoba             | José María Fregueiro          | Sin datos |
| Córdoba             | Manuel Moscoso                | Sin datos |
| Córdoba             | Roque Ferreyra                | Sin datos |
| Corrientes          | Sin datos                     | Sin datos |
| Entre Ríos          | Sin datos                     | Sin datos |
| Jujuy               | José de la Quintana           | 1.291     |
| Jujuy               | Tomás Alvarado                | 140       |
| Jujuy               | Rufino V. Valle               | 138       |
| Jujuy               | Serapio Quintana              | 56        |
| Jujuy               | Macedonio Paz                 | 14        |
| Jujuy               | Plácido Sánchez de Bustamante | 14        |
| Jujuy               | Ignacio Carrillo              | 6         |
| Jujuy               | Savino Pérez                  | 6         |
| Jujuy               | Soriano Alvarado              | 3         |
| Jujuy               | Ángel Portal                  | 2         |
| Jujuy               | Miguel Iturbe                 | 2         |
| Jujuy               | José Obejero                  | 2         |
| Jujuy               | Delfín Sánchez                | 1         |
| Jujuy               | Alejo Belaunde                | 1         |
| Jujuy               | Juan Bustamante               | 1         |
| Jujuy               | José Manuel Iturbe            | 1         |
| Jujuy               | Juan Ignacio Portal           | 1         |
| Jujuy               | José Benito Barrera           | 1         |
| Mendoza             | Damián Hudson                 | Sin datos |
| Salta               | Genaro Feijoó                 | 2.700     |
| Salta               | Luis Castro                   | 442       |
| Salta               | Joaquín Díaz de Bedoya        | 3         |
| Salta               | Pablo Saravia                 | 1         |
| Salta               | Benjamín Zorrilla             | 1         |
| San Juan            | Amado Laprida                 | 378       |
| San Juan            | Manuel María de Laspiur       | 72        |
| San Juan            | Isidro Quiroga                | 1         |
| San Luis            | Julio Zuviría                 | 652       |
| Santa Fe            | Sin datos                     | Sin datos |
| Santiago del Estero | Sin datos                     | Sin datos |
| Tucumán             | Sin datos                     | Sin datos |

1. 1 2 3  Nunca asumió.
2. 1 2 3  Elección anulada por la Cámara de Diputados. Se realiza una nueva elección el 27, 28 y 29 de julio de 1862.
3. ↑  Asumió en reemplazo de Manuel Padilla hasta el 3 de junio de 1863.
4. ↑  Asumió en reemplazo de Francisco Civit hasta el 11 de junio de 1862.
5. ↑  Asumió en reemplazo de Régulo Martínez hasta el 3 de junio de 1863.
6. ↑  Asumió en reemplazo de Buenaventura Sarmiento hasta el 18 de mayo de 1863.

## Elecciones parciales
| Provincia             | Fecha                        | Candidato                     | Votos     |
| --------------------- | ---------------------------- | ----------------------------- | --------- |
| Catamarca             | 6, 7 y 8 de marzo de 1863    | Marcelino Augier              | Sin datos |
| Catamarca (Suplentes) | 6, 7 y 8 de marzo de 1863    | Ermilio Molas                 | Sin datos |
| Corrientes            | 29, 30 y 31 de mayo de 1863  | Pedro Igarzábal               | 2.747     |
| Córdoba               | 27, 28 y 29 de julio de 1862 | Laureano A. Pizarro           | 6.049     |
| Córdoba               | 27, 28 y 29 de julio de 1862 | Tomás Garzón                  | 6.049     |
| Córdoba               | 27, 28 y 29 de julio de 1862 | Fenelón Zuviría               | 6.049     |
| Córdoba               | 27, 28 y 29 de julio de 1862 | Francisco de Paula Moreno     | 6.049     |
| Córdoba               | 27, 28 y 29 de julio de 1862 | Luis Vélez                    | 6.049     |
| Córdoba               | 27, 28 y 29 de julio de 1862 | Salustiano Zavalía            | 5.545     |
| Córdoba               | 27, 28 y 29 de julio de 1862 | Antonio del Viso              | 507       |
| Córdoba               | 27, 28 y 29 de julio de 1862 | Cayetano Lozano               | 1         |
| Córdoba               | 27, 28 y 29 de julio de 1862 | Nataniel Morcillo             | 1         |
| Córdoba               | 27, 28 y 29 de julio de 1862 | Agustín Patiño                | 1         |
| Córdoba               | 27, 28 y 29 de julio de 1862 | Gerónimo L. del Barco         | 1         |
| Córdoba               | 27, 28 y 29 de julio de 1862 | Manuel Roman                  | 1         |
| Córdoba (Suplentes)   | 27, 28 y 29 de julio de 1862 | Manuel Moscoso                | 6.049     |
| Córdoba (Suplentes)   | 27, 28 y 29 de julio de 1862 | José María Fragueiro          | 6.049     |
| Córdoba (Suplentes)   | 27, 28 y 29 de julio de 1862 | Augusto López                 | 5.545     |
| Córdoba (Suplentes)   | 27, 28 y 29 de julio de 1862 | Roque Ferreira                | 504       |
| Jujuy                 | 1863                         | José de la Quintana           | 848       |
| Jujuy                 | 1863                         | José Benito de la Bárcena     | 31        |
| Jujuy                 | 1863                         | Juan S. Bustamante            | 26        |
| Jujuy                 | 1863                         | Daniel Aráoz                  | 24        |
| Jujuy                 | 1863                         | Gabino Pérez                  | 17        |
| Jujuy                 | 1863                         | Soriano Alvarado              | 16        |
| Jujuy                 | 1863                         | Plácido Sánchez de Bustamante | 2         |
| Jujuy                 | 1863                         | Pedro José Portal             | 1         |

1. ↑  Electo para completar el mandato de Norberto Rodríguez (1862-1864).
2. 1 2  Nunca asumió.
3. ↑  Electo para completar un mandato vacante (1862-1864).
4. ↑  Electo para el mandato de 1862-1866, luego de la anulación de la elección general de 1862.
5. ↑  Electo para el mandato de 1862-1866, luego de la anulación de la elección general de 1862. No asumió, lo reemplaza Emilio Ferreyra en una elección especial el 3 de julio de 1864.
6. 1 2 3 4  Electo para el mandato de 1862-1864, luego de la anulación de la elección general de 1862.
7. ↑  Asumió el 8 de mayo de 1863 en reemplazo de Augusto López hasta la asunción de Emilio Ferreyra
 el 19 de agosto de 1864.
8. ↑  Asumió en reemplazo de Tomás Garzón. Renunció el 17 de octubre de 1862.
9. ↑  Electo para completar el mandato de Manuel Padilla (1862-1866).